# HD61250
HD61250 — хімічно пекулярна зоря спектрального класу A4, що має видиму зоряну величину в смузі V приблизно  8,4.
Вона  розташована на відстані близько 539,1 світлових років від Сонця.